# Burmeistera ceratocarpa
Burmeistera ceratocarpa är en klockväxtart som beskrevs av Alexander Zahlbruckner. Burmeistera ceratocarpa ingår i släktet Burmeistera och familjen klockväxter. Inga underarter finns listade i Catalogue of Life.